# Replicazione del DNA
In biologia molecolare, la replicazione del DNA è il processo di produzione di due repliche di una molecola di DNA identiche all'originale. Questo processo si verifica in tutti gli organismi viventi e in alcuni virus ed è alla base dell'ereditarietà genetica.
Il DNA è costituito da una doppia elica di due filamenti complementari. Durante la replicazione, i due filamenti si separano e ognuno funge da modello per la produzione della sua copia, un processo denominato replicazione semiconservativa. Come risultato, le due nuove molecole saranno composte da un filamento di DNA originale e dal suo complementare di nuova sintesi. Meccanismi di correzione di bozze e meccanismi di controllo degli errori garantiscono una fedeltà quasi perfetta del processo di replicazione.
In una cellula, la replicazione del DNA ha inizio in punti specifici (o origini della replicazione) nel genoma. Lo srotolamento del DNA all'origine e la sintesi di nuovi filamenti, adattati da un enzima noto come elicasi, determinano la crescita delle forcelle di replicazione bi-direzionali dall'origine. Un certo numero di proteine è associato alla forcella di replicazione per l'iniziazione e la continuazione della sintesi del DNA; la più importante, la DNA polimerasi,  sintetizza i nuovi fili aggiungendo nucleotidi alla catena. La replicazione del DNA si verifica durante lo stadio S dell'interfase.
La replicazione del DNA (amplificazione del DNA) può anche essere eseguita in vitro, dove le DNA polimerasi isolate dalle cellule e i primer del DNA artificiale possono essere utilizzati per iniziare la sintesi del DNA in sequenze note di una molecola di DNA modello. Esempi sono la reazione a catena della polimerasi (PCR), la reazione a catena della ligasi (LCR) e l'amplificazione mediata da trascrizione (TMA).

## Struttura del DNA
Il DNA esiste come una struttura a doppio filamento, con entrambi i filamenti arrotolati insieme per formare la caratteristica doppia elica. Ogni singolo filamento di DNA è una catena di quattro tipi di nucleotidi. I nucleotidi nel DNA contengono uno zucchero (il desossiribosio), un fosfato e una base azotata. I quattro tipi di nucleotide corrispondono alle quattro basi azotate adenina, citosina, guanina e timina, comunemente abbreviate come A, C, G e T. Adenina e guanina sono basi purine, mentre citosina e timina sono pirimidine. Questi nucleotidi formano legami fosfodiestere, creando la spina dorsale fosfato-desossiribosio della doppia elica del DNA con le basi azotate rivolte verso l'interno (cioè verso il filo opposto). Le basi azotate di un filamento sono accoppiate a quelle dell'altro attraverso legami a idrogeno. L'adenina si accoppia con la timina (due legami a idrogeno) e la guanina si accoppia con la citosina (tre legami a idrogeno).
I filamenti di DNA hanno una direzionalità e le diverse estremità di un singolo filamento sono chiamate 3' (tre-primo) e 5' (cinque-primo). Per convenzione, se viene fornita la sequenza di base di un singolo filamento di DNA, l'estremità sinistra della sequenza è l'estremità 5 ', mentre l'estremità destra della sequenza è l'estremità 3'. I trefoli della doppia elica sono anti-paralleli con uno da 5 'a 3', e il filo opposto da 3 'a 5'. Questi termini si riferiscono all'atomo di carbonio del desossiribosio a cui si lega il prossimo fosfato nella catena. La direzionalità ha conseguenze nella sintesi del DNA, poiché la DNA polimerasi può sintetizzare il DNA in una sola direzione aggiungendo nucleotidi all'estremità 3' di un filamento di DNA.
L'accoppiamento di basi complementari nel DNA (attraverso il legame a idrogeno) significa che le informazioni contenute all'interno di ciascuna sezione sono ridondanti. I legami fosfodiesterici (all'interno di un filamento) sono più forti dei legami di idrogeno (tra le basi azotate dei due filamenti). Ciò consente ai fili di essere separati l'uno dall'altro. I nucleotidi di un singolo filamento possono quindi essere usati per sintetizzare univocamente un filamento complementare.

## Enzimi della replicazione del DNA
Al bivio di replicazione, molte enzimi di replicazione si assemblano sul DNA in una complessa macchina molecolare chiamata replisoma. Di seguito è riportato un elenco delle principali enzimi di replicazione del DNA che partecipano al replisoma:
- Elicasi del DNA: Anche nota come enzima destabilizzante dell'elica. L'elicasi separa i due filamenti di DNA al bivio di replicazione dietro la topoisomerasi.
- RNA primasi: deposita una sequenza di RNA dette (primer) da cui poi il DNA polimerasi inizierà la sintesi.
- DNA polimerasi: L'enzima responsabile della catalisi dell'aggiunta di substrati nucleotidici al DNA nella direzione 5′ a 3′ durante la replicazione del DNA. Esegue anche la correzione e la correzione degli errori.
- Morsetto del DNA: Una proteina che impedisce alle DNA polimerasi in allungamento di dissociarsi dal filamento genitore del DNA.
- Proteina legante il DNA a singolo filamento: Si legano al ssDNA e impediscono al doppio elica del DNA di ri-annealarsi dopo che l'elicasi del DNA lo svolge.
- Topoisomerasi: Rilassa il DNA dalla sua natura super-avvolta.
- DNA girasi: Allevia la tensione dello svolgimento da parte dell'elicasi del DNA; questo è un tipo specifico di topoisomerasi.
- DNA ligasi: Ri-anneala i filamenti semi-conservativi e unisce i frammenti di Okazaki del filamento ritardato.
- Telomerasi: Allunga il DNA telomerico aggiungendo sequenze nucleotidiche ripetitive alle estremità dei cromosomi eucariotici.[1]

## DNA polimerasi
Le DNA polimerasi sono una famiglia di enzimi che svolgono tutte le forme di replicazione del DNA. Le DNA polimerasi in generale non possono incominciare la sintesi di nuovi filamenti, ma possono estendere solo un filamento di DNA o RNA esistente abbinato a un filo modello. Per iniziare la sintesi, un breve frammento di RNA, chiamato primer, deve essere creato e abbinato al filamento del DNA modello.
La DNA polimerasi aggiunge un nuovo filamento di DNA estendendo l'estremità di 3' di una catena nucleotidica esistente, aggiungendo nuovi nucleotidi abbinati al filamento del modello uno alla volta attraverso la creazione di legami fosfodiesterici. L'energia per questo processo di polimerizzazione del DNA deriva dall'idrolisi dei legami di fosfato ad alta energia (fosfoanidride) tra i tre fosfati attaccati a ogni base non incorporata. Basi libere con il loro fosfato attaccato a ogni base non incorporata. Le basi libere con i gruppi di fosfati collegati sono chiamate nucleotidi; in particolare, le basi con tre gruppi di fosfati collegati sono chiamate nucleosidi trifosfati. Quando un nucleotide viene aggiunto a un filamento di DNA in crescita, la formazione di un legame fosfodiestere tra il fosfato prossimale del nucleotide e la catena di crescita è accompagnata dall'idrolisi di un legame fosfato ad alta energia con rilascio dei due fosfati distali come pirofosfato. L'idrolisi enzimatica del pirofosfato risultante in fosfato inorganico consuma un secondo legame fosfato ad alta energia e rende la reazione effettivamente irreversibile.
In generale, le DNA polimerasi sono altamente accurate, con un tasso di errore intrinseco inferiore a un errore ogni 107 nucleotidi aggiunti. Inoltre, alcune DNA polimerasi hanno anche la capacità di correzione; possono rimuovere i nucleotidi dall'estremità di un filamento in crescita per correggere le basi non corrispondenti. Infine, i meccanismi di riparazione post-replicazione mismatch monitorano il DNA alla ricerca di errori, essendo in grado di distinguere le discrepanze nel filamento di DNA appena sintetizzato dalla sequenza originale del filamento. Insieme, queste tre fasi di discriminazione consentono una fedeltà di replicazione di meno di un errore per ogni 109 nucleotidi aggiunti.
Il tasso di replicazione del DNA in una cellula vivente è stato inizialmente misurato come il tasso di allungamento del DNA T4 del fago in E. coli infetto da fago. Durante il periodo di aumento esponenziale del DNA a 37 °C, il tasso era di 749 nucleotidi al secondo. Il tasso di mutazione per coppia di base per replicazione durante la sintesi del DNA di fago T4 è di 1.7 per 108.

## Il processo di replicazione
La replicazione del DNA è un processo definito semiconservativo, in cui da ciascuno dei due filamenti della molecola originaria, detti "parentali", se ne origina un altro detto "di neo sintesi", in modo che le due molecole risultanti sono composte da un filamento vecchio e uno nuovo. Il processo avviene in tre fasi catalizzate enzimaticamente e coordinate: inizio, allungamento e fine.

### Inizio
Perché una cellula possa dividersi, deve prima replicare il suo DNA. Questo processo viene avviato in particolari punti del DNA, noti come "origini", che vengono presi di mira dalle proteine iniziatrici. In E. coli questa proteina è DNA; nel lievito, questo è il complesso di riconoscimento dell'origine. Le sequenze utilizzate dalle proteine iniziatrici tendono a essere "AT-ricche" (ricche di basi adenina e timina), perché le coppie di basi A-T hanno due legami idrogeno (piuttosto che i tre formati in una coppia C-G) e sono quindi più facili da separare. Una volta individuata l'origine, questi iniziatori reclutano altre proteine e formano il complesso pre-replicazione, che svolge il DNA a doppio filamento.

### Allungamento
La DNA polimerasi ha un'attività di 5′-3′. Tutti i sistemi noti di replicazione del DNA richiedono un gruppo ossidrilico libero da 3' prima che la sintesi possa essere avviata (nota: il modello di DNA viene letto in una direzione da 3′ a 5′, mentre un nuovo filamento viene sintetizzato nella direzione da 5′ a 3′ - questo è spesso confuso). Sono riconosciuti quattro meccanismi distinti per la sintesi del DNA:
Tutte le forme di vita cellulari e molti virus del DNA, fagi e plasmidi usano una primasi per sintetizzare un breve primer RNA con un gruppo libero 3′ OH che viene successivamente allungato da una DNA polimerasi.
I retroelementi (compresi i retrovirus) impiegano un RNA di trasferimento come primer di replicazione fornendo un 3′ OH libero, utilizzato per l'allungamento da parte della trascrittasi inversa.
Negli adenovirus e nella famiglia dei batteriofagi φ29, il gruppo 3' OH è fornito dalla catena laterale di un aminoacido della proteina attaccata al genoma (la proteina terminale) a cui i nucleotidi sono aggiunti dalla DNA polimerasi per formare un nuovo filamento.
Nei virus del DNA a singolo filamento - un gruppo che comprende i circoviri, i geminivirus, i parvovirus e altri - e anche i molti fagi e plasmidi che utilizzano il meccanismo di replicazione del cerchio rotante (RCR), l'endonucleasi RCR crea un nick nel filamento del genoma (virus a singolo filamento) o uno dei filamenti del DNA (plasmidi). L'estremità 5′ del filamento scalfito viene trasferita a un residuo di tirosina sulla nucleasi e il gruppo libero 3′ OH viene poi utilizzato dalla DNA polimerasi per sintetizzare il nuovo filamento.
Il primo è il più noto di questi meccanismi è utilizzato dagli organismi cellulari. In questo meccanismo, una volta che i due filamenti sono separati, la primasi aggiunge primer RNA ai filamenti modello. Il filamento principale riceve un primer RNA mentre il filamento in ritardo ne riceve diversi. Il filamento principale è continuamente esteso dal primer da una DNA polimerasi ad alta processività, mentre il filamento in ritardo è esteso in modo discontinuo da ogni primer formando frammenti di Okazaki. La RNAsi rimuove i frammenti di RNA del primer, e una DNA polimerasi a bassa processività distinta dalla polimerasi replicativa entra per colmare le lacune. Quando questo processo è completo, si può trovare una singola intaccatura sul filamento principale e diverse intaccature sul filamento in ritardo. La ligasi lavora per riempire queste intaccature, completando così la nuova molecola di DNA replicata.
La primase utilizzata in questo processo differisce significativamente tra batteri e arcaea/leucarioti. I batteri utilizzano una primase appartenente alla superfamiglia della proteina DnaG che contiene un dominio catalitico del tipo di piega TOPRIM. La piega TOPRIM contiene un nucleo α/β con quattro fili conservati in una topologia simile a quella di Rossmann. Questa struttura si trova anche nei domini catalitici della topoisomerasi Ia, della topoisomerasi II, delle nucleasi della famiglia OLD e delle proteine di riparazione del DNA legate alla proteina RecR.
La primase utilizzata da archaea eucarioti, al contrario, contiene una versione altamente derivata del motivo di riconoscimento dell'RNA (RRM). Questa primasi è strutturalmente simile a molte polimerasi dell'RNA virale dipendente dall'RNA, trascrittasi inversa, ciclasi ciclasi cicliche che generano nucleotidi ciclici e polimerasi del DNA delle famiglie A/B/Y coinvolte nella replicazione e riparazione del DNA. Nella replicazione eucariotica, la primasi forma un complesso con Pol α.
Le polimerasi multiple del DNA assumono ruoli diversi nel processo di replicazione del DNA. In E. coli, DNA Pol III è l'enzima polimerasi principale responsabile della replicazione del DNA. Si assembla in un complesso di replicazione alla forchetta di replicazione che mostra una processività estremamente elevata, rimanendo intatto per l'intero ciclo di replicazione. Al contrario, DNA Pol I è l'enzima responsabile della sostituzione dei primer RNA con DNA. DNA Pol I ha un'attività esonucleasica da 5′ a 3′ in aggiunta alla sua attività polimerasi e utilizza la sua attività esonucleasica per degradare i primer RNA che lo precedono mentre estende il filamento di DNA dietro di esso, in un processo chiamato traduzione nick. Il Pol I è molto meno processivo del Pol III perché la sua funzione primaria nella replicazione del DNA è quella di creare molte regioni di DNA brevi piuttosto che poche regioni molto lunghe.
Negli eucarioti, l'enzima a bassa processività, Pol α, aiuta ad avviare la replicazione perché forma un complesso con la primase. Negli eucarioti, la sintesi del filamento principale si pensa che sia condotta da Pol ε; tuttavia, questa visione è stata recentemente messa in discussione, suggerendo un ruolo per Pol δ. La rimozione del primer è completata da Pol mentre la riparazione del DNA durante la replicazione è completata da Pol ε.
Mentre la sintesi del DNA continua, i filamenti originali del DNA continuano a srotolarsi su ogni lato della bolla, formando una forchetta di replicazione con due rebbi. Nei batteri, che hanno un'unica origine di replicazione sul loro cromosoma circolare, questo processo crea una "struttura theta" (simile alla lettera greca theta: θ). Al contrario, gli eucarioti hanno cromosomi lineari più lunghi e iniziano la replicazione a molteplici origini all'interno di questi.

### Forcella di replicazione
La forcella di replicazione è una struttura che si forma all'interno del nucleo durante la replicazione del DNA. È creata da elicasi, che rompono i legami di idrogeno che tengono insieme i due filamenti di DNA. La struttura risultante ha due "rebbi" ramificati, ciascuno costituito da un unico filamento di DNA. Questi due filamenti fungono da modello per i filamenti principali e in ritardo, che saranno creati come DNA polimerasi che abbina nucleotidi complementari ai modelli; i modelli possono essere opportunamente indicati come modello del filamento principale e del filamento lento.
Il DNA è sempre sintetizzato nella direzione da 5' a 3'. Poiché i modelli del filamento principale e del filamento ritardante sono orientati in direzioni opposte alla forcella di replicazione, una questione importante è come ottenere la sintesi del nascente (nuovo) filamento di DNA ritardante, la cui direzione di sintesi è opposta alla direzione della forchetta di replicazione crescente.

## DNA polimerasi
L'enzima basilare della replicazione è la DNA polimerasi, che catalizza il legame tra i deossiribonucleotidi trifosfato (DNTP)

### Polimerasi nei procarioti
I procarioti possiedono cinque tipi di DNA polimerasi:
- DNA polimerasi 1: coinvolta nella riparazione del DNA e nella rimozione degli inneschi dei frammenti di Okazaki. Possiede attività esonucleasica sia in direzione 5'->3', sia in direzione 3'->5'. Quest'ultima attività permette la lettura delle basi precedentemente unite (proofreading o "lettura delle bozze") e l'eventuale correzione in caso di errore. La velocità di polimerizzazione è di circa 14-20 nucleotidi/secondo.
- DNA polimerasi 2: indotta da danni al DNA per riparazione incline all'errore (error-prone). Ha attività polimerasica 5'->3' esonucleasica 3'->5'. Velocità di polimerizzazione di circa 40 nucleotidi/secondo.
- DNA polimerasi 3: l'enzima principale per la replicazione, con attività polimerasica 5'->3' esonucleasica 3'->5' (proofreading). È attiva sia nella sintesi del filamento guida, sia in quella dei frammenti di Okazaki. Ha una struttura particolarmente più complessa delle due precedenti, risulta costituito da due nuclei, a loro volta formati da subunità α ε θ (subunità alpha, epsilon e theta), i due nuclei sono uniti da una subunità τ (tau); sono inoltre presenti strutture addizionali dette subunità χ e ψ (chi e psi), che vanno a costituire i complessi γ o di pinza, che permettono un incremento esponenziale del processo duplicativo. Velocità di polimerizzazione di circa 250-1000 nucleotidi/secondo.
- polimerasi 4 e DNA polimerasi 5: anch'esse coinvolte nella riparazione incline all'errore.

### Polimerasi negli eucarioti
Le polimerasi degli eucarioti sono invece:
- DNA polimerasi α (alfa): è associata a una primasi (enzima che sintetizza i primer di RNA) e procede all'allungamento degli RNA-primer con alcune decine di deossiribonucleotidi (circa 50-100).
- DNA polimerasi β (beta): coinvolta nella riparazione del DNA, in particolare nei processi di riparazione per escissione delle basi
- DNA polimerasi γ (gamma): replica il DNA mitocondriale
- DNA polimerasi δ (delta): è uno degli enzimi principale della replicazione eucariotica. Sintetizza il filamento lagging. Quando la polimerasi raggiunge il frammento di Okazaki precedentemente sintetizzato, continua a muoversi lungo il filamento stampo lagging, spostando il primer a RNA che verrà poi rimosso da una endonucleasi (FEN-1). L'interruzione tra i desossiribonucleotidi è poi saldata da una ligasi.
- DNA polimerasi ε (epsilon): è l'altro enzima principale della replicazione eucariotica. Sintetizza il filamento leading in modo molto processivo e interviene nei meccanismi di riparazione del DNA in seguito ai processi di riparazione per escissione dei nucleotidi.

## La replicazione

Enzimi coinvolti nella replicazione del DNA. Contrariamente da quanto mostrato in questa figura, sembra che la DNA Polimerasi Delta intervenga solamente nella sintesi del filamento lagging (lento).

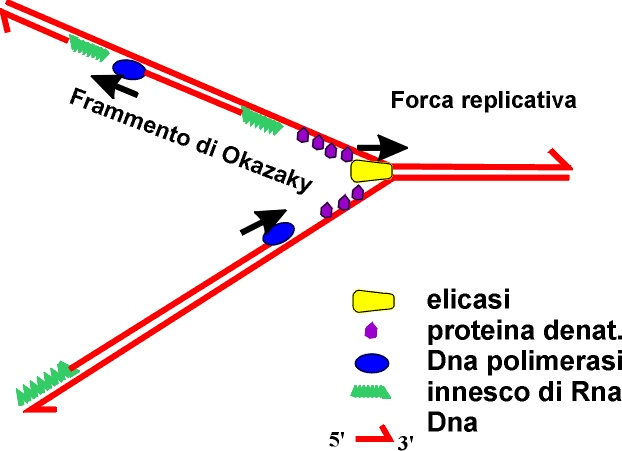
Schema della forca replicativa del DNA

La replicazione del DNA inizia su specifiche sequenze dette origini di replicazione, in numero di circa 10.000 nel genoma umano e della lunghezza di migliaia di nucleotidi. Tali sequenze sono particolarmente ricche di A e T, dal momento che queste due basi si legano con soli due legami a idrogeno al posto dei tre tra G e C, e sono quindi più facilmente scindibili. Nell'uomo vi è un numero variabile di origini di replicazione su ciascuno dei cromosomi, distanziate da poche decine di migliaia sino a centinaia di migliaia di nucleotidi e durante il processo non si attiva una sola origine di replicazione per volta (occorrerebbero 800 ore per completare la replicazione), ma batterie di 20-80 origini di replicazione dette unità di replicazione.
Ciascuna unità di replicazione è attivata in un momento diverso della fase S o il processo richiederebbe circa 1 ora a fronte di una media reale di 8 ore. Sembra che l'attivazione immediata o tardiva delle unità di replicazione dipenda dallo stato della cromatina in cui sono immerse e non dalla velocità della DNA polimerasi che è più o meno costante. L'eucromatina è replicata all'inizio della fase S, perché più prontamente raggiungibile e meno condensata, mentre l'eterocromatina è replicata tardivamente perché più condensata e inaccessibile. Complessi proteici chiamati ORC (origin recognition complex) si legano alle origini di replicazione durante la fase G1 del ciclo cellulare, assieme ai caricatori Cdc6 e Cdt1 della DNA elicasi MCM. Tale aggregazione è chiamata complesso prereplicativo. L'attivazione di specifiche proteine chinasi dipendenti da ciclina (CDK) nella fase S promuove il distacco di Cdc6 e Cdt1 da ORC e dalle origini di replicazione in seguito alla loro fosforilazione, che le inattiva, segnalando che la cellula sta per effettuare sintesi di DNA. Attivano inoltre MCM e il complesso ORC fosforilandolo. Nuovi complessi prereplicativi non vengono più assemblati sino alla fase M che resetterà le fluttuazioni di Cdk che così non potranno più fosforilare le loro proteine bersaglio e quindi non potranno attivare nuove origini di replicazione.
A livello di ciascuna origine di replicazione, la doppia elica si apre grazie a MCM e all'idrolisi di ATP in ADP+P alla velocità di circa 1.000 nucleotidi al secondo. Ciascuna MCM continua a dividere le due eliche di DNA, ma ciascun filamento singolo tenderebbe naturalmente a formare cappi che bloccherebbero la sintesi di DNA da parte della DNA polimerasi, per questo in attesa della nuova sintesi alcune proteine (come RPA) dette single-strand binding proteins (SSBP) vi si legano e contribuiscono a tenerlo in una conformazione "tesa", lasciando esposte alla DNA polimerasi le basi. Subito dietro l'elicasi MCM la proteina PCNA, dalla caratteristica forma ad anello (la cosiddetta "pinza scorrevole") e un suo caricatore con legato ATP sono caricati sul DNA. Quando la DNA polimerasi è a sua volta caricata davanti alla pinza, l'ATP viene idrolizzato ad ADP+P e il caricatore si stacca, mentre PCNA rimane adesa alla DNA polimerasi. PCNA è utile alla replicazione in quanto evita il distacco prematuro della DNA polimerasi senza però interferire con la sintesi di DNA grazie alla sua conformazione anulare. Sul filamento ritardato, a differenza del filamento leader, il complesso PCNA+DNA polimerasi si stacca dal DNA ogni qualvolta incontra l'estremità 5' del frammento di Okazaki sintetizzato in precedenza, la DNA polimerasi infatti si stacca ogniqualvolta incontri DNA a doppio filamento.
La DNA polimerasi non può iniziare a sintetizzare DNA immediatamente, perché ha bisogno di riconoscere un'estremità 3'-OH integra e normalmente questa non esiste sul singolo filamento. Per cui, prima della sintesi da parte di questo enzima, negli eucarioti interviene la DNA polimerasi α/primasi (che è un complesso proteico composto da 4 subunuità proteiche: 2 con attività polimerasica e 2 con attività primasica). La DNA polimerasi α/primasi procede in direzione 5'-3' sintetizzando brevi tratti di RNA di una decina di nucleotidi, in seguito le subunità con attività DNA polimerasica sintetizzano un frammento di 50-100 bp di DNA formando quindi brevi tratti ibridi DNA\RNA. Negli eucarioti i primer vengono sintetizzati ogni 100 - 400 nucleotidi. A questo punto la DNA polimerasi ε ha a disposizione estremità 3'-OH a partire dalle quali sintetizzare il nuovo filamento. Sul filamento leader, in direzione 5'-3' il filamento "figlio" è sintetizzato in modo continuo, ma sul filamento ritardato non può esserlo, dal momento che le DNA polimerasi sintetizzano solo in direzione 5'-3'. Per questo motivo la sintesi è spezzata e procede in direzione 5'-3' formando a partire dai primer tratti di 100-400 bp (1000-2000 bp nei batteri) detti frammenti di Okazaki, intervallati da nick. Il filamento ritardato è piegato all'indietro nella forcella della replicazione. Quando una DNA polimerasi incontra il 5' del frammento di Okazaki sintetizzato precedentemente si stacca e ricomincia a sintetizzare più a valle. Successivamente l'RNA primer viene degradato da diversi enzimi (endonucleasi FLAP, enzima FEN1) e sostituito da DNA da parte della DNA Pol δ, i nick creatisi sul filamento ritardato sono uniti dalla DNA ligasi. Tali nick sono sfruttati nella correzione degli appaiamenti sbagliati diretta dal filamento. In realtà quasi tutti i passaggi sono svolti da un unico enorme complesso proteico di più di 1.000 kDa che si associa al DNA e lo fa scorrere sintetizzandolo, esso comprende le elicasi, le polimerasi e così via. Inoltre, siccome un giro di un'elica di DNA è costituito da 10 coppie di nucleotidi è pressoché impossibile immaginare che la forcella replicativa generata dalle elicasi giri altrettanto velocemente, per cui in realtà la topoisomerasi I interviene attaccandosi al doppio filamento e creando un nick che usa come perno per far ruotare la doppia elica; tale processo non comporta l'utilizzo di ATP a differenza delle elicasi e della DNA ligasi.
Il DNA umano si trova però normalmente avvolto a ottameri proteici (formati da istoni) detti nucleosomi per 1,7 giri e 147 coppie di nucleotidi. Ciascun nucleosoma è diviso dal successivo da un tratto di DNA linker di lunghezza variabile tra 7-80 nucleotidi, per un totale di circa 200 nucleotidi tra DNA linker e DNA avvolto sul nucleosoma. Bisogna inoltre tener conto dell'istone H1 che aiuta nel superavvolgimento del DNA e di proteine non istoniche che nel complesso hanno un peso pari agli istoni stessi. Queste formazioni proteiche costituiscono un intralcio alla velocità di replicazione già nell'eucromatina, ancor di più nell'eterocromatina dove il DNA è ulteriormente compattato. Per districare il DNA e renderlo disponibile alla sintesi agiscono dei complessi di rimodellamento della cromatina che idrolizzano ATP in ADP+P prima che intervenga l'elicasi. Tali complessi, costituite da proteine con carica negativa, distaccano il doppio filamento dal nucleosoma e lo mantengono distaccato per 10-50 millisecondi, per farlo si avvalgono dell'aiuto di chaperoni (NAP1 per H2A-H2B, CAF1 per H3-H4) anch'essi con carica negativa che rimuovono dall'ottamero i dimeri istonici H2A-H2B ripartendoli equamente, uno per ciascun nuovo nucleosoma in formazione una volta completata la sintesi di DNA; il tetramero H3-H4 invece non viene sostituito. Ciò significa che nel filamento neosintetizzato le modificazioni degli istoni H3-H4 sono ereditate ma soltanto in metà dei suoi nucleosomi. Il resto verrà coerentemente completato da complessi lettore-scrittore che lo ristabiliranno qual era nel filamento originario. La disposizione dell'istone H1 ristabilisce la conformazione in fibra di 30 nm della cromatina che in seguito può andare incontro a ulteriore condensazione.